# Pedro de Almeida
Pedro de Almeida (Évora, 22 de diciembre de 1668-Lisboa, 8 de diciembre de 1731) fue un profesor y humanista portugués del siglo XVII.

## Vida
Pedro de Almeida enseñó humanidades y retórica durante cinco años en el Colégio de Santo Antão de Lisboa, en el Colégio das Artes de Coímbra y en la casa de probación de Lisboa. Finalmente, fue profesor de teología moral en el Colégio de S. Francisco Xavier de Setúbal. Ejerció los cargos de vicerrector de Setúbal, rector del seminario irlandés S. Patricio de Lisboa, confesor del cardenal-patriarca Tomás de Almeida y examinador de las órdenes militares de Cristo, de Avís y de Santiago. Comentó con erudición y elegancia las Vidas de los doce césares de Suetonio. Fue miembro de la Real Academia de la Historia Portuguesa. En la distribución de los trabajos académicos, se le pidió escribir en latín las memorias eclesiásticas del obispado de Oporto, honor que declinó modestamente, alegando incompetencia. El marqués de Valença hizo su elogio en la Academia.

## Obras
- In C. Suet. Tranquilli Julium, Octavium et tres Flavios Commentarii. Amsterdam: Sumptibus Auctoris. 1715.
- In Caii Suetonii Tranquilli de XII Caesaribus Commentarii. La Haya: Adrian Moetjens. 1727.